# Championnat d'Afrique du Nord de football 1952
Navigation
Championnat AfN 1951 Championnat AfN 1953
Cet article traite de l'édition 1952 du Championnat d'Afrique du Nord de l'ULNA. Il s'agit de la vingt-sixième édition de cette compétition qui se terminera par une victoire de l'US Marocaine.
Les deux équipes qui se rencontrent en finale sont l'Union Sportive Marocaine de la Ligue du Maroc et l'AS Saint-Eugène de la Ligue d'Alger. Elle se termine par une victoire de l'US Marocaine sur le score de deux buts à zéro.
L'US Marocaine remporte la compétition pour la cinquième fois de son histoire et permet à sa ligue, la Ligue d'Oran d'obtenir son huitième tire dans cette compétition. L'AS Saint-Eugène est défaite pour la seconde fois en finale dans cette compétition et pour sa ligue, il s'agit de la cinquième défaite en finale.
Au total lors cette édition, 5 matchs ont été joués avec 6 participants des cinq ligues différentes que sont la Ligue d'Alger, la Ligue d'Oran, la Ligue de Tunisie, la Ligue du Maroc et la Ligue de Constantine.

## Ligue d'Alger
| Rang | Équipe           | Pts | J  | G  | N  | P  | Bp | Bc | Diff |
| ---- | ---------------- | --- | -- | -- | -- | -- | -- | -- | ---- |
| 1    | AS Saint-Eugène  | 51  | 22 | 8  | 13 | 1  | 43 | 24 | +19  |
| 2    | MC Alger         | 50  | 22 | 9  | 10 | 3  | 34 | 30 | +4   |
| 3    | RS Alger         | 49  | 22 | 10 | 7  | 5  | 32 | 30 | +2   |
| 4    | O Hussein-Dey    | 48  | 22 | 11 | 4  | 7  | 45 | 33 | +12  |
| 5    | AS Boufarik      | 45  | 22 | 8  | 8  | 6  | 39 | 41 | -2   |
| 6    | FC Blida         | 45  | 22 | 8  | 8  | 6  | 52 | 35 | +17  |
| 7    | RU Alger         | 43  | 22 | 7  | 7  | 8  | 27 | 30 | -3   |
| 8    | Stade Guyotville | 42  | 22 | 5  | 10 | 7  | 30 | 32 | -2   |
| 9    | GS Orléansville  | 41  | 22 | 6  | 7  | 9  | 38 | 41 | -3   |
| 10   | USM Blida        | 41  | 22 | 6  | 7  | 9  | 28 | 30 | -2   |
| 11   | GS Alger         | 38  | 22 | 4  | 8  | 10 | 32 | 44 | -12  |
| 12   | USM Marengo      | 33  | 22 | 4  | 3  | 15 | 24 | 56 | -32  |

- Champion de Promotion Honneur

- Vice-champion de Promotion Honneur

- Relégué

## Ligue d'Oran
- le 25 mai 1952[1]:

| Rang | Équipe        | Pts | J  | G  | N | P  | Bp | Bc | Diff |
| ---- | ------------- | --- | -- | -- | - | -- | -- | -- | ---- |
| 1    | SC Bel-Abbès  | 58  | 22 | 16 | 4 | 2  | 54 | 14 | +40  |
| 2    | USM Oran      | 55  | 22 | 12 | 9 | 1  | 45 | 28 | +17  |
| 3    | FC Oran       | 45  | 22 | 9  | 5 | 8  | 41 | 33 | +8   |
| 4    | GC Oran       | 45  | 22 | 9  | 5 | 8  | 39 | 40 | -1   |
| 5    | IS Mostaganem | 43  | 22 | 8  | 5 | 9  | 42 | 41 | +1   |
| 6    | CDJ Oran      | 43  | 22 | 8  | 5 | 9  | 42 | 41 | +1   |
| 7    | GC Mascara    | 43  | 22 | 8  | 5 | 9  | 42 | 45 | -3   |
| 8    | USM Bel Abbès | 42  | 22 | 7  | 6 | 9  | 33 | 31 | +2   |
| 9    | AGS Mascara   | 42  | 22 | 7  | 6 | 9  | 35 | 38 | -3   |
| 10   | SS Marsa      | 39  | 22 | 7  | 5 | 10 | 33 | 52 | -19  |
| 11   | USFA Tlemcen  | 37  | 22 | 6  | 3 | 13 | 23 | 46 | -23  |
| 12   | AS Musulmane  | 36  | 22 | 5  | 4 | 13 | 24 | 46 | -22  |

- Champion de Promotion Honneur

- Vice-champion de Promotion Honneur

- Relégué

## Ligue de Constantine
- Classement final[2]

| Rang | Équipe            | Pts | J  | G  | N | P  | Bp | Bc | Diff |
| ---- | ----------------- | --- | -- | -- | - | -- | -- | -- | ---- |
| 1    | ESFM Guelma       | 55  | 22 | 14 | 4 | 4  |    |    |      |
| 2    | EJ Philippeville  | 49  | 22 | 11 | 5 | 6  |    |    |      |
| 3    | JS Djijel         | 47  | 22 | 9  | 7 | 6  |    |    |      |
| -    | JSM Philippeville | 47  | 22 | 9  | 7 | 6  |    |    |      |
| 5    | USFM Sétif        | 44  | 22 | 10 | 4 | 8  |    |    |      |
| 6    | JBAC Bône         | 44  | 22 | 9  | 4 | 9  |    |    |      |
| -    | USM Khenchela     | 44  | 22 | 8  | 6 | 8  |    |    |      |
| -    | USM Bône          | 44  | 22 | 7  | 8 | 7  |    |    |      |
| 9    | RC Philippeville  | 42  | 22 | 7  | 6 | 9  |    |    |      |
| 10   | AS Bône           | 40  | 22 | 6  | 6 | 10 |    |    |      |
| 11   | SS Sétif          | 39  | 22 | 7  | 3 | 12 |    |    |      |
| 12   | JSM Bougie        | 32  | 22 | 1  | 8 | 13 |    |    |      |

- Champion de Promotion Honneur

- Vice-champion de Promotion Honneur

- Relégué

## Ligue de Tunisie
Championnat de Tunisie de football 1951-1952
- Le classement était alors le suivant[3]:

| Rang | Équipe             | Pts | J  | G | N | P | Bp | Bc | Diff |
| ---- | ------------------ | --- | -- | - | - | - | -- | -- | ---- |
| 1    | CS Hammam Lif      | 27  | 10 | 9 | 0 | 1 | 39 | 6  | +33  |
| 2    | ES Tunis           | 26  | 10 | 7 | 2 | 1 | 51 | 23 | +28  |
| 3    | Sfax RS            | 25  | 10 | 7 | 1 | 2 | 18 | 10 | +8   |
| 4    | Patrie FC bizertin | 22  | 10 | 5 | 2 | 3 | 16 | 21 | -5   |
| 5    | ES Sahel           | 21  | 10 | 5 | 1 | 4 | 18 | 14 | +4   |
| 6    | CA bizertin        | 20  | 10 | 5 | 0 | 5 | 18 | 22 | -4   |
| 7    | Olympique de Tunis | 19  | 10 | 3 | 3 | 4 | 14 | 15 | -1   |
| 8    | Club africain      | 17  | 9  | 3 | 2 | 4 | 17 | 14 | +3   |
| 9    | Club tunisien      | 16  | 10 | 1 | 4 | 5 | 14 | 20 | -6   |
| 10   | Patriote de Sousse | 16  | 10 | 2 | 2 | 6 | 12 | 19 | -7   |
| 11   | AS française       | 15  | 10 | 2 | 1 | 7 | 13 | 21 | -8   |
| 12   | US ferryvilloise   | 11  | 9  | 0 | 2 | 7 | 10 | 26 | -16  |

Il n'y a pas eu de relégation, ni d'accession et les mêmes équipes ont participé au championnat de 1953-1954, sachant que pour la saison 1952-1953, un critérium a été organisé mais a été boycotté par les équipes nationalistes et musulmanes.

## Ligue du Maroc
| Rang | Équipe           | Pts | J  | G | N | P | Bp | Bc | Diff |
| ---- | ---------------- | --- | -- | - | - | - | -- | -- | ---- |
| 1    | US Marocaine     | 52  | 21 |   |   |   |    |    |      |
| 2    | Wydad AC         | 51  | 21 |   |   |   |    |    |      |
| 3    | SA Marrakech     | 48  | 21 |   |   |   |    |    |      |
| 4    | SC Mazagan       | 43  | 21 |   |   |   |    |    |      |
| 5    | Stade Marocain   | 41  | 21 |   |   |   |    |    |      |
| -    | AS Tanger-Fès    | 41  | 21 |   |   |   |    |    |      |
| -    | Fath Union Sport | 41  | 21 |   |   |   |    |    |      |
| 8    | MC Oujda         | 40  | 21 |   |   |   |    |    |      |
| -    | USD Meknès       | 40  | 21 |   |   |   |    |    |      |
| -    | Racing AC        | 40  | 20 |   |   |   |    |    |      |
| 11   | US Safi          | 38  | 21 |   |   |   |    |    |      |
| 12   | Idéal Marocain   | 26  | 20 |   |   |   |    |    |      |

- Champion de Promotion Honneur

- Vice-champion de Promotion Honneur

- Relégué

## Compétition Finale

### Match d’Élimination
Lors du match d'élimination deux des cinq équipes sont tirés au hasard pour s'affronter. Le vainqueur se qualifie immédiatement en demi-finale. L'AS Saint-Eugène de la Ligue d'Alger et le Club sportif de Hammam Lif de la Ligue de Tunisie sont ainsi les deux clubs devant s'affronter. La rencontre a lieu à Alger.
- match d'élimination joués le 18 mai 1952[5].

|   | Date | Club                   | Score | Club                 | Lieu  |
| - | ---- | ---------------------- | ----- | -------------------- | ----- |
| 1 |      | AS Saint-Eugène (LAFA) | 3 - 2 | CS Hammam Lif (LTFA) | Alger |

| Titulaires : |  |
| |  |
| 1. Boubekeur 2. Oliver 3. Béringuer 4. Aboulker 5. Berrah 6. Valenza 7. Alarcon 8. Brouel 9. Rouet 10. Boret 11. Rivas |  |

| Titulaires : |  |
| |  |
| 1. Abdelhafid 2. Hamouda 3. Hamoudi 4. Mustapha 5. Chenoufi 6. Aissa 7. Chiarenza 8. Cassar 9. Gariboldi 10. Salvo 11. Mejri Henia |  |

| Titulaires : |  |
| |  |
| 1. Boubekeur 2. Oliver 3. Béringuer 4. Aboulker 5. Berrah 6. Valenza 7. Alarcon 8. Brouel 9. Rouet 10. Boret 11. Rivas |  |

| Titulaires : |  |
| |  |
| 1. Abdelhafid 2. Hamouda 3. Hamoudi 4. Mustapha 5. Chenoufi 6. Aissa 7. Chiarenza 8. Cassar 9. Gariboldi 10. Salvo 11. Mejri Henia |  |

### Demi-finales
- Résultats des demi-finales du Championnat d'Afrique du Nord 1952:
- matchs des demi-finales joués le 1er juin 1952[7].

|              | Date | Club                   | Score   | Club                | Lieu                       |
| ------------ | ---- | ---------------------- | ------- | ------------------- | -------------------------- |
| 1            |      | SC Bel-Abbès (LOFA)    | 2 - 2   | US Marocaine (LMFA) | Stade Montréal / Oran      |
| 2            |      | AS Saint-Eugène (LAFA) | 2 - 0   | ESFM Guelma (LCFA)  | Stade Turpin / Constantine |
| Match rejoué |      |                        |         |                     |                            |
| -            |      | US Marocaine (LMFA)    | forfait | SC Bel-Abbès (LOFA) | Casablanca                 |

| Titulaires : |  |
|              |  |
|              |  |

| Titulaires : |  |
|              |  |
|              |  |

| Titulaires : |  |
|              |  |
|              |  |

| Titulaires : |  |
|              |  |
|              |  |

| Titulaires : |  |
| |  |
| 1. Boubekeur 2. Oliver 3. Bérenguer 4. Aboulker 5. Berah 6. Brouel 7. Rivas 8. Bourkika 9. Rouet 10. Boret 11. Alarcon |  |

| Titulaires : |  |
| |  |
| 1. Belhaouès 2. Daffri I 3. Abda I, 4. Chemani 5. Boudjemaa 6. Cherfi, 7. Baxou 8. Saidi II 9. Dafri II 10. Saidi I 11. Abda III |  |

| Titulaires : |  |
| |  |
| 1. Boubekeur 2. Oliver 3. Bérenguer 4. Aboulker 5. Berah 6. Brouel 7. Rivas 8. Bourkika 9. Rouet 10. Boret 11. Alarcon |  |

| Titulaires : |  |
| |  |
| 1. Belhaouès 2. Daffri I 3. Abda I, 4. Chemani 5. Boudjemaa 6. Cherfi, 7. Baxou 8. Saidi II 9. Dafri II 10. Saidi I 11. Abda III |  |

### Finale
- Résultats de la finale du Championnat d'Afrique du Nord 1952

La finale joués le 8 juin 1952
.
|   | Date | Club         | Score | Club            | Lieu  |
| - | ---- | ------------ | ----- | --------------- | ----- |
| 1 |      | US Marocaine | 2 – 0 | AS Saint-Eugène | Alger |

| Titulaires : |  |
| |  |
| 1. Boubekeur 2. Oliver 3. Bérenguer 4. Aboulker 5. Berah 6. Aouadj Mahieddine 7. Alarcon 8. Boret 9. Rouet 10. Brouel 11. Rivas |  |
| Entraîneur : |  |
| M. Garcia |  |

| Titulaires : |  |
| |  |
| 1. Cecilio 2. Cabréra 3. Ramirez 4. Rizzo 5. Bouchaib 6. Bachir 7. Martinez Emile 8. Siégelé 9. Secerow 10. Ahmed 11. Martinez Gaby |  |
| Entraîneur : |  |
| Secerow |  |

| Titulaires : |  |
| |  |
| 1. Boubekeur 2. Oliver 3. Bérenguer 4. Aboulker 5. Berah 6. Aouadj Mahieddine 7. Alarcon 8. Boret 9. Rouet 10. Brouel 11. Rivas |  |
| Entraîneur : |  |
| M. Garcia |  |

| Titulaires : |  |
| |  |
| 1. Cecilio 2. Cabréra 3. Ramirez 4. Rizzo 5. Bouchaib 6. Bachir 7. Martinez Emile 8. Siégelé 9. Secerow 10. Ahmed 11. Martinez Gaby |  |
| Entraîneur : |  |
| Secerow |  |

|  |  |

| Championnat d'Afrique du Nord Vainqueur 1952 |
| -------------------------------------------- |
| Union Sportive Marocaine Cinquième titre     |